# 136848 Kevanpooler
136848 Kevanpooler è un asteroide della fascia principale. Scoperto nel 1998, presenta un'orbita caratterizzata da un semiasse maggiore pari a 2,7819782 au e da un'eccentricità di 0,2869396, inclinata di 9,52971° rispetto all'eclittica.